# Daniel Huhn
Daniel Huhn (* 30. Juli 1986 in München) ist ein deutscher Eishockeyspieler, der seit 2016 beim ECDC Memmingen in der Eishockey-Oberliga spielt.

## Karriere
Daniel Huhn machte seine ersten Erfahrungen in der Deutschen Nachwuchsliga der Jungadler Mannheim in der U18-Mannschaft. Bereits in der Saison 2003/04 lief er in der 2. Eishockey-Bundesliga für den ESV Kaufbeuren auf. Nach zwei Saisons wechselte er 2005 zum in der Regionalliga spielenden EV Landsberg, mit welchem er ein Jahr später in die 2. Bundesliga aufstieg. Während der Saison 2008/09 absolvierte er zwei Spiele für die Heilbronner Falken, in der Saison 2009/10 spielte er für die Hannover Indians. Anschließend stand er zwei Jahre bei den Füchsen Duisburg unter Vertrag, zudem erhielt er einige Einsätze in Saison 2011/2012 bei den Fischtown Pinguins. Eine längere Vertragsdauer hatte er bei der Mannschaft des ESV Buchloe, der 2012/2013 in der Bayernliga spielte.
Seit der Saison 2016/17 spielt Huhn beim ECDC Memmingen in der Oberliga Süd und war deren Kapitän. Sein Spitzname lautet „Chicken“. 
Seit 2022/23 ist er Headcoach beim ECDC Memmingen und zog mit ihnen bis ins Achtelfinale der Oberliga ein. In diesem scheiterten sie gegen die Saale Bulls Halle.
Auch in der Saison 2023/24 fungiert er beim ECDC Memmingen als Headcoatch. Das erreichen der Playoffs ist bereits gesichert.